# Porcia (famiglia)

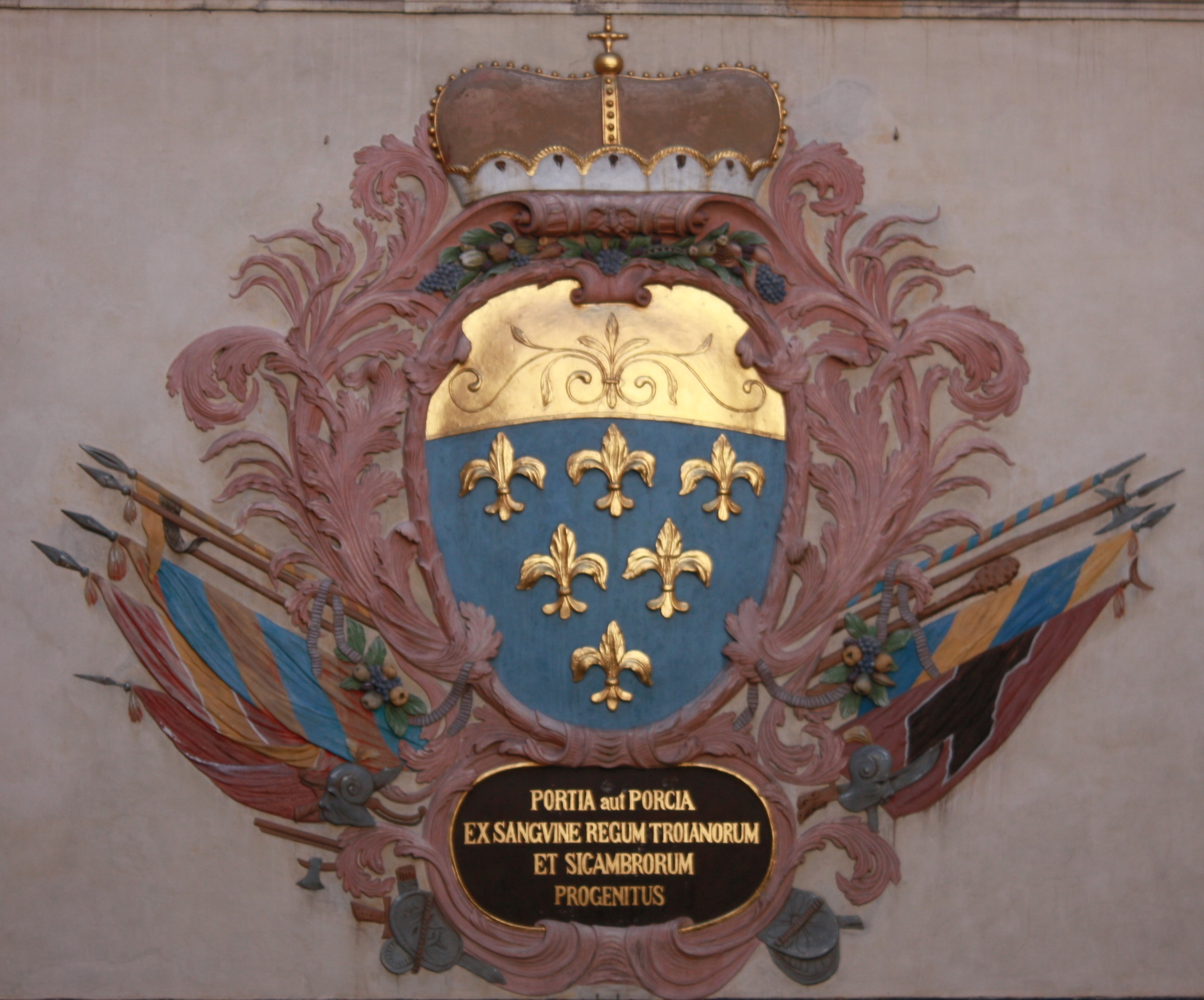
Stemma di Casa Porcia nel castello di Arkadenhof

Il Casato di Porcia è un'antica famiglia aristocratica del Friuli. La dinastia deriva dalla nobile famiglia dei Da Prata, e assume il nome dall’infeudamento degli omonimi castelli di Porcia e Brugnera ricevuti in eredità da Federico di Porcia, figlio di Guecello da Prata.
Nel corso dei secoli i membri della famiglia hanno raggiunto posizioni eminenti nei vari governi che si sono succeduti sul territorio friulano. Nella famiglia sono presenti condottieri, alti prelati ecclesiastici, diplomatici ed accademici.

## Storia

### Genealogia
I Porcia traggono origine dalla famiglia feudataria dei Da Prata, con sede in un castello che un tempo si ergeva nell'attuale Prata di Pordenone. Guecello I (Guecello da Prata), o Vecelletto o Guecelletto (†1203), nel 1175 appare nei documenti come avogaro di diritto del vescovo di Ceneda (possedevano per investitura del vescovo il castello di Sant'Eliseo, ora di San Martino di Ceneda) e conte libero; nel 1177, lo stesso sposò Gisla da Romano (figlia di Ezzelino I da Romano, che aveva presenziato alla pace tra Federico I e il Papa Alessandro III).
Guecelletto di Prata, Porcia e Brugnera fu insignito dal vescovo Sigifredo, nel 1191, del castello omonimo. I Da Prata in tal condizione ebbero il primo posto nel parlamento friulano e poterono esercitare le funzioni di conte libero anche senza l'intervento del patriarca a cui rendevano soltanto omaggio e offrivano un contingente militare in tempo di guerra composto da trentadue elmi e dieci balestrieri. Agli inizi del duecento, Gabriele e Federico, figli di Guecello da Prata, definirono i confini dei propri beni. È a partire da questi anni che possiamo collocare la nascita politica e amministrativa del feudo di Porcia, con giurisdizione civile e criminale su una ventina di ville attorno al castello, diretto e amministrato dalla famiglia che prese il nome del paese e che fu parte attiva in tutti gli avvenimenti politico-militari che interessarono sia il Veneto che il Patriarcato di Aquileia, di cui faceva parte. In Friuli solo i Porcia, dopo i conti di Gorizia, ebbero il privilegio del Vexillo Rubeo.
Gabriele conservò il titolo di "signore di Prata", con l’avvocazia del Vescovado di Concordia (il titolo di comes appare per la prima volta in un documento del 15 luglio 1314); come territorio, oltre al castello di Prata, ebbe, tra l’altro: Sant’Andrea, Campagnola, Cimpello, Corva, Ghirano, Gradisca, Mantova (di Azzano Decimo), San Martino, Morsano di là, Mosson, Orsaria, Parussa, Pasiano di Sopra, Peressine, Pozzo, Praturlone, Puia, Rivarotta, Tamai, Piezzo, Prata vecchia, Prata di qua, Villanova, Villotta e Visinale. A Federico, che prese il titolo di "signore di Porcia e Brugnera", con l’avvocazia del Vescovado di Ceneda, toccarono invece: Fontanafredda, Palse, Ronche, San Foca, Castions di Zoppola (allora detta di Porcia), Maron, Talmasson, Talponedo, San Cassiano, Pieve, Francenigo e Roveredo.
La casata in questione discende perciò da Federico, il quale ereditò dal padre i castelli di Porcia e Brugnera, appartenenti ai Da Prata almeno dal 1077. I nipoti di Federico, Artico e Gabriele, diedero origine ai due rami principali della famiglia: Artico fu il capostipite dei "Porcia di Sopra" e Gabriele dei "Porcia di Sotto". Per quanto riguarda la stirpe del secondo, essa continuò a chiamarsi di Prata, e dopo essersi scontrata con i Veneziani, finì in esilio e si estinse nel Cinquecento.
Altri feudi appartenenti a questo casato si trovavano nel trevigiano. I villaggi legati ai loro feudi erano più di cinquanta. I membri della famiglia ricoprirono in effetti la carica di avogari (cioè di amministratori dei beni) sia del vescovo di Ceneda, sia del vescovo di Concordia. A conferma del loro ruolo di primo piano nella storia del Friuli e della Marca Trevigiana, i Porcia contrassero matrimoni con alcune tra le più potenti famiglie del nord Italia, quali i da Romano, i da Carrara, i da Camino, i della Torre, i Visconti, i Vimercati, gli Scaligeri, i Savorgnan, i Polcenigo, i Colloredo, i Fugger, gli Starhemberg e gli Attems.

### Il periodo rinascimentale e il rapporto con la Serenissima

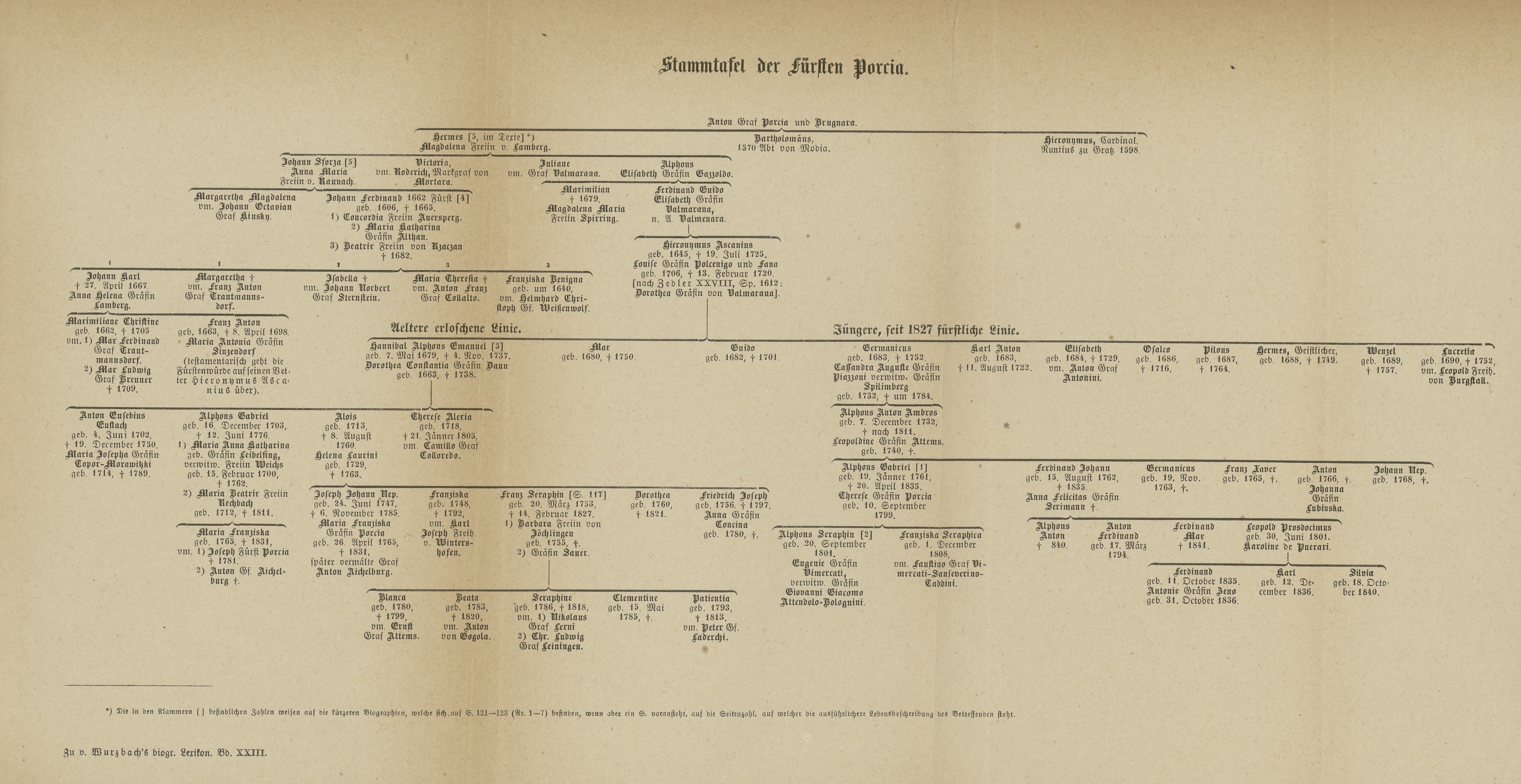
Genealogia della famiglia Porcia

Con l'arrivo della Serenissima in Friuli, avvenuta nel 1418, la famiglia si sottomise spontaneamente alla Repubblica, mantenendo così il potere feudale su Brugnera e Porcia. Nel 1433 il conte Federico di Porcia aveva difeso Rosazzo dagli Ungheri. Nel 1463 il conte Brazzalea di Porcia aveva assediato Trieste. Dal 1470 vennero investiti anche del feudo gravitante attorno al castello di Ragogna. Nel 1473 il conte Artico combatté valorosamente contro i Turchi. Nel 1532 la famiglia ospiterà l'imperatore Carlo V.
Il conte Silvio di Porcia (1526-1603) fu un membro insigne della famiglia: ottenne l'investitura dei feudi familiari nel 1539. Nel 1564 fu governatore delle postazioni strategiche di Orzinuovi e nel 1565 di quelle di Cattaro.
Nel 1567 e nel 1569 fu incaricato di organizzare i trasporti delle truppe a Cipro, ricevendo il 14 marzo 1570 il grado di Colonnello. Combatté nella Battaglia di Lepanto sulla galea del provveditor generale Agostino Barbarigo, coprendosi di gloria restando ferito alla coscia sinistra e al fianco destro (tanto che resterà claudicante e soffrirà di complicazioni polmonari tutta la vita; nonostante le ferite, assunse subito il comando e, con Antonio Canal e Federico Nani, inseguì le navi nemiche amplificando la vittoria ebbe menzioni e lettere di encomio da parte di Agostino Barbarigo prima di morire e di Sebastiano Venier per la sua impresa. Nonostante le ferite ancora aperte, aveva partecipato alla spedizione militare in Albania nell'area di Margariti. Ritornato a Porcia, ordinò che nella chiesa di San Giorgio a Porcia venisse eretto un trofeo composto dalle bandiere e dalle armi nemiche conquistate (l'epitaffio diceva: "Alle none di ottobre, sconfitta la flotta dei Turchi ad Echinata combattendo aspramente"). Nel 1572 fu nominato governatore dei fanti a Bergamo. Venne inviato nel 1573 a Brescia ed ebbe il comando delle cernide padovane, trevigiane, rodigine, bassanesi e asolane. Nel 1574 ospiterà Enrico III re di Polonia. Nel 1578 venne inviato a Zara come governatore delle milizie. Nel 1584 fu trasferito al governo dell'isola di Corfù e ottenne dal governo veneziano il titolo di condottiero con il comando della compagnia che fu riservata a Giovanni Enea degli Obizzi. Nel 1591 ebbe il governatorato di Padova e nell'ottobre 1592 fu governatore di Verona.

### La famiglia sotto la monarchia asburgica

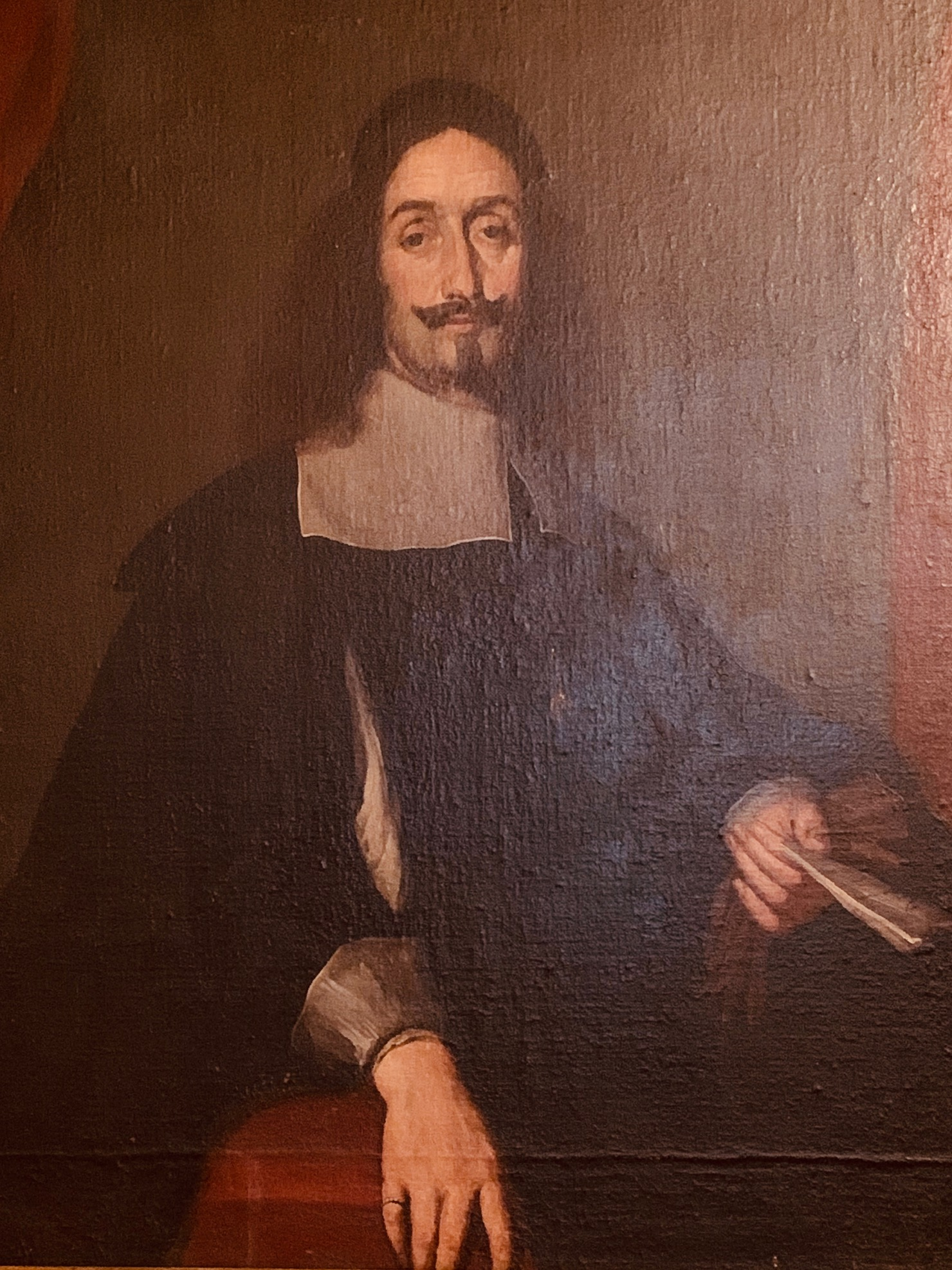
Giovanni Ferdinando

Il primo principe di Porcia (allora ancora solo conte) Giovanni Ferdinando, del ramo dei Porcia di Sotto, nacque a Venezia nel 1605 (il ramo si era trasferito al servizio degli Asburgo già da due generazioni) e venne educato assieme ad un principe austriaco, il futuro Ferdinando III. Fu proprio Ferdinando III che, nel 1652, gli affidò l’educazione di suo figlio dodicenne Leopoldo (futuro imperatore); Leopoldo stesso, salito al trono, ricordò sempre con somma benevolenza il suo maestro, colmandolo di privilegi: nominato Prinziplaminister (primo ministro) e Obersthofmeister (gran maestro di corte), il 17 febbraio 1662 venne elevato al rango di principe (con un decreto di ben quindici pagine). Giovanni Ferdinando, nell’aprile dello stesso anno, acquistò la contea di Ortemburg (in Carinzia), con capoluogo Spittal, il cui castello è considerato tra i più significativi castelli rinascimentali a nord dell'Italia e che divenne la residenza dei principi e dei conti regnanti di Porcia (Regierende Grafen) di Ortemburg. Oltre alle alte cariche e ai titoli, come l’elevazione al rango di "conti palatini", e alle donazioni, il principe ricevette talmente tanti privilegi che ancora oggi è difficile elencarli tutti; i più importanti furono: il diritto di precedenza nelle cerimonie e nei duelli; il diritto di coniare monete d’argento e d’oro e di erigere una zecca (i principi coniarono una sola moneta d’oro, lo “Zecchino di Porcia”, la più squisitamente preziosa delle monete da ostentazione, fatto coniare probabilmente a Vienna dal principe Annibale Alfonso Emanuele nel 1704, ma decisero di non erigere mai una zecca a Spittal); il diritto di nominare maestri, notai, tutori e incoronare poeti; il diritto di creare nobili (elevandoli a loro discrezione e con pompa magna) e cavalieri (con vesti adeguate e catene d’oro), equiparandoli in tutto e per tutto agli altri nobili dell’Impero; il diritto di usare il tamburo d’armata in ogni occasione (quando un principe lo desiderava, il suo arrivo doveva essere segnalato dal rullo del tamburo d’armata); la concessione dell’uso degli stemmi ai borghesi; il diritto di affrancare i servi della gleba; il diritto di permettere l’adozione di figli e di dichiarare maggiorenni o minorenni; il diritto di imporre l'ungeld (tassa su tutte le bevande); il diritto di unire al loro nome tutti i loro possedimenti presenti e futuri; il diritto del bergregal o ius minerarum (il diritto, cioè, di estrarre l’oro, l’argento, il piombo e altri metalli preziosi); il diritto di potersi stabilire in tutte le città dell’Impero e di essere esenti da ogni tassa ivi in uso, comprese quelle che erano in conflitto con l’imperatore; il diritto di imporre la “salvaguardia” in caso di conflitto (ai principi di Porcia era infatti concesso di affiggere su ogni loro proprietà - castello, palazzo, fattoria, ecc. - l’aquila imperiale e la scritta “salvaguardia”), con cui la famiglia e le proprietà passavano sotto la protezione immediata e personale dell’imperatore; il diritto di esenzione da ogni tassa doganale, pedaggio di strade e ponti; il diritto di amministrare la bassa e l'alta giustizia in tutti i possessi; il diritto, secondo solo all’imperatore, di usare o non usare tutti o in parte i privilegi concessi.
Per molti aspetti araldici, come per gli Asburgo, nei loro atti ufficiali non c’era più posto per tutti i titoli. La loro titolatura, anche se non racchiudeva tutti i titoli ma solo i più importanti, era questa: principe imperiale di Porcia, conte principesco di Tettensee e Mittelburg, conte di Brugnera, conte regnante di Ortemburg, Signore di Spittal, Afritz, Flaschberg, Prem, Senosetsch, Oberdranbourg, Pittersbourg, Goldenstein, Grünbourg, Moedendorf, Gran Maestro Ereditario della contea principesca di Gorizia, Membro della Dieta della Carniola, Membro della Dieta della Carinzia, Membro Ereditario della Camera dei Signori del Consiglio dell’Impero d’Austria. I garanti dei privilegi dei principi di Porcia erano gli stessi dell’imperatore: l'arcivescovo di Magonza, l'arcivescovo di Treviri, l'arcivescovo di Colonia, il re di Boemia, l'elettore Palatino, l'elettore di Baviera, l'elettore di Sassonia, l'elettore di Brandeburgo e l’elettore di Hannover.

## I rami del casato

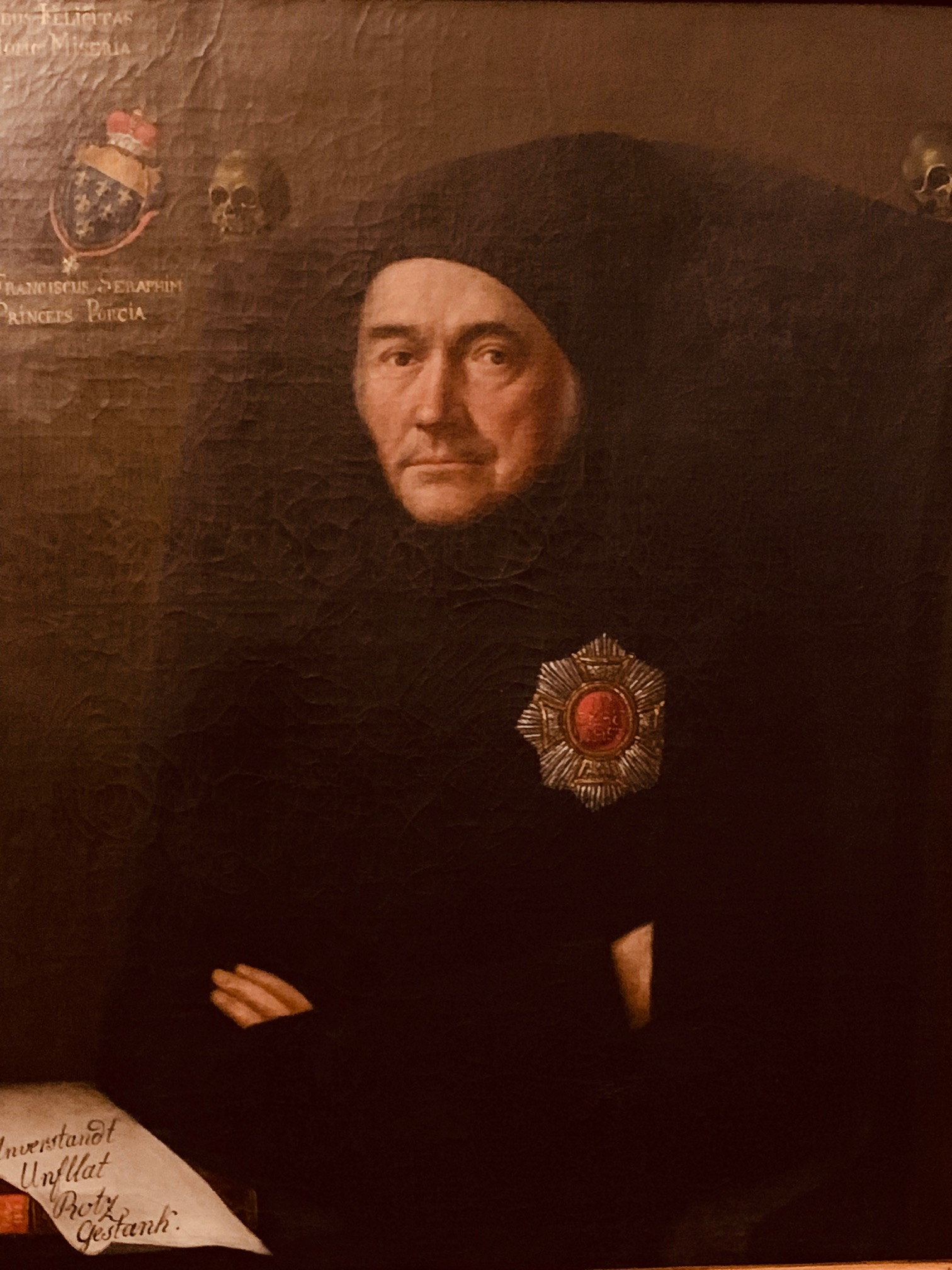
Francesco Serafino

I Porcia nel corso del tempo si divisero nei due rami principali (conosciuti come "colonnelli"), i Porcia di Sopra e i Porcia di sotto.

I Porcia di Sopra diedero origine al ramo pordenonese e al ramo opitergino; i Porcia di Sotto diedero origine al ramo bavarese, al ramo austro-italiano e al ramo ungherese. I Porcia per i loro servigi - resi sia al Vescovado di Ceneda e al Patriarcato di Aquilieia, sia alla Serenissima e all’Impero - meritarono moltissimi privilegi, alcuni dei quali erano appannaggio solo ed esclusivamente delle case reali europee. La corte di Spittal, dove risiedevano i principi di Porcia, costituiva di diritto un vero e proprio stato nello stato. La famiglia nel corso del tempo diede cardinali, vescovi, nunzi, ambasciatori, governatori, capitani, ministri, generali e studiosi nelle più disparate discipline scientifiche e umanistiche. Ciascun ramo aveva dei rappresentanti, che con il loro operato hanno dato nuovo lustro alla casata, come il conte Massimiliano, nipote del nunzio papale Gerolamo e capostipite del ramo bavarese (il ramo era iniziato con atto notarile, firmato il 25 febbraio 1637 nel palazzo di Gaiarine). Al V principe, Annibale Alfonso, si deve il raro Zecchino di Porcia (moneta non di circolazione, bensì di ostentazione): la moneta venne realizzata dalla zecca imperiale di St. Veit nel 1704 su conio di Michael Miller.

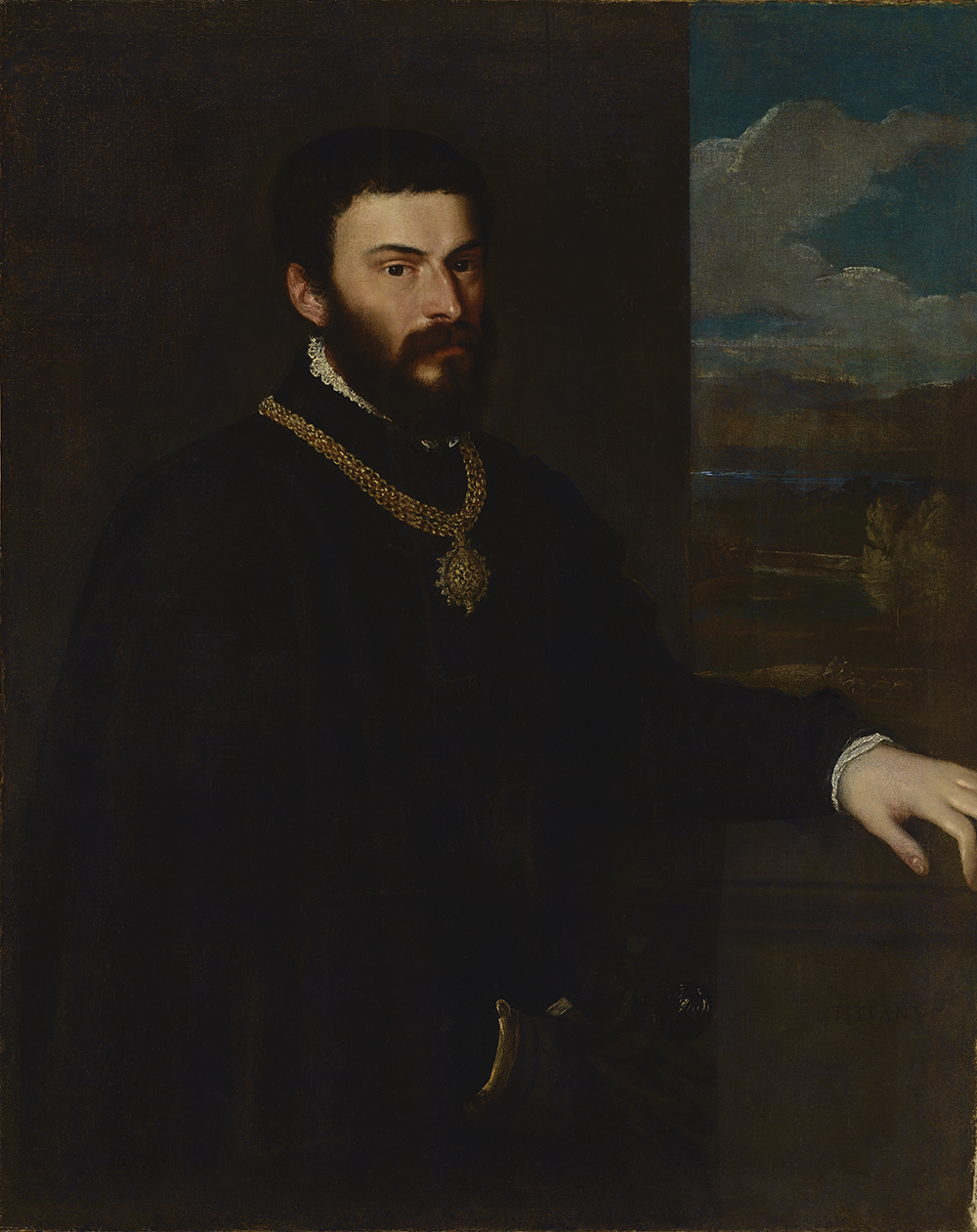
Ritratto del Conte Antonio Porcia dipinto da Tiziano

Francesco Serafino (1753-1827) fu uno degli esponenti maggiori del casato, ciambellano del duca Guglielmo di Baviera e cavaliere dell'Ordine di Sant’Uberto, IX principe di Porcia; il principe fu un filantropo e un benefattore, specialmente verso l'ospedale fiorentino di Santa Maria Novella, dove prestava, in incognito, conforto materiale e morale; visse per lo più a Venezia, lasciando la cura delle sue vastissime proprietà in Baviera, Carinzia, Istria e Carniola al cugino Alfonso Gabriele, suo erede, in quanto dal matrimonio con la baronessa Von Jöchlinger aveva avuto nove figlie. Nel 1814 Alfonso Gabriele, X principe, lo raggiunse a Venezia, essendo stato nominato consigliere intimo e, nel 1823, governatore del Litorale di Trieste; sua moglie Teresa era una Porcia di Sopra, la quale venne nominata dama dell'Ordine della Croce Stellata (il più alto ordine femminile dell’Impero austriaco) e dama di Palazzo. A Venezia, sull’esempio del cugino Francesco Serafino, Alfonso scrisse più di centocinquanta poesie all'amata moglie. Da governatore a Trieste promosse l’apertura, nel 1828, di una strada che da Opicina portava al porto (il maggiore dell’Impero), favorì la creazione delle prime compagnie di assicurazione (Assicurazioni Generali nel 1831 e Lloyd austriaco nel 1833) e la prima Cassa di risparmio in Italia per i suoi meriti e i buoni rapporti con il Metternich e con l’imperatore ebbe, nel 1828, la Gran Croce dell’Ordine di Leopoldo e nel 1830 il Toson d’Oro (il massimo e più antico ordine imperiale). Il figlio Alfonso Serafino (laureato a Padova in legge nel 1823), trovandosi a Milano durante le “Cinque Giornate” del 1848, venne arrestato dagli insorti e nel 1867 ebbe la nomina a membro della Camera dei Signori d’Austria e della Camera dei Magnati d'Ungheria (privilegio imperiale riservato ai sudditi di provata fedeltà); egli fu il patrigno della famosa duchessa Eugenia Attendolo Bolognini Litta.

## Personaggi illustri

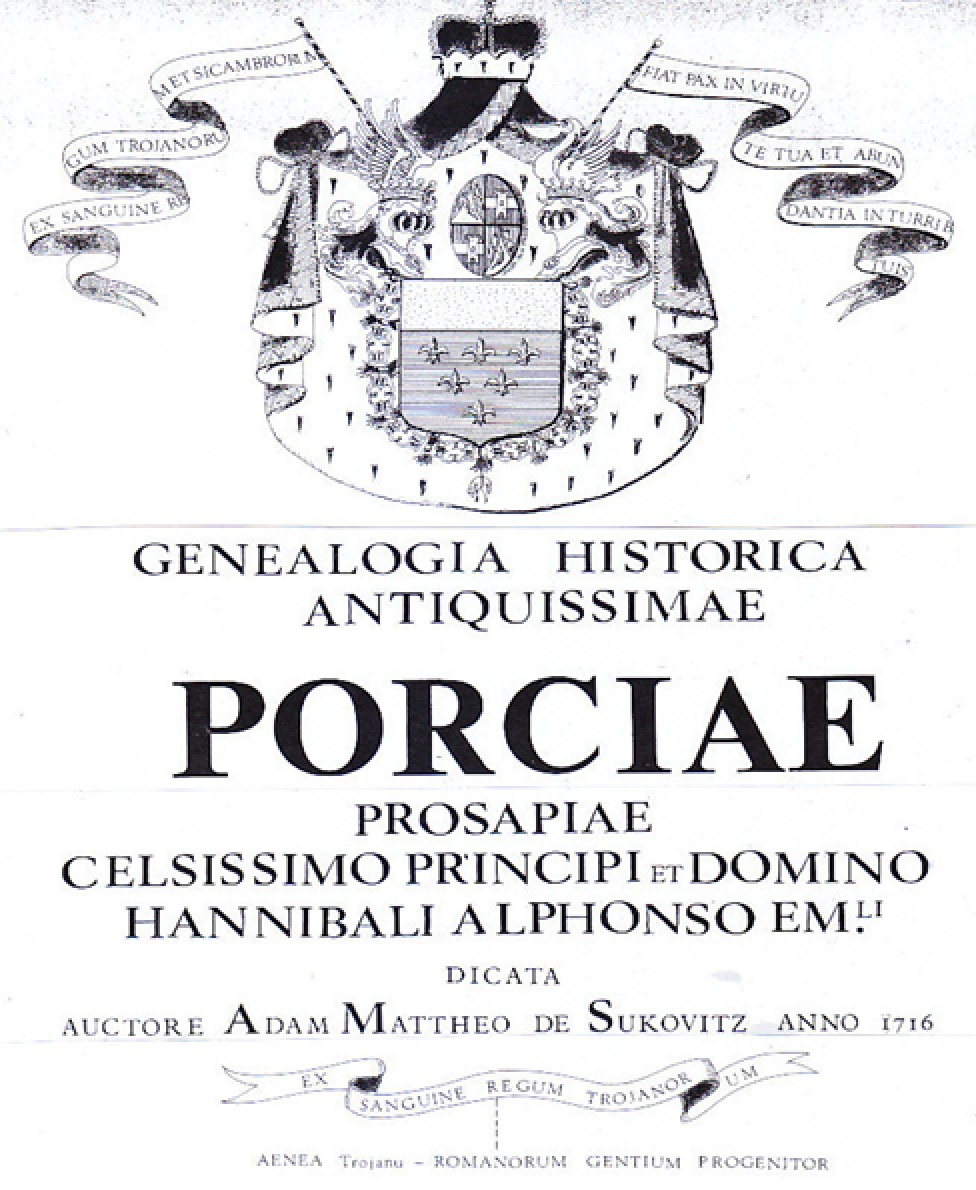
Adam Matthäus de Sukovtiz, Storia della famiglia dei principi di Porcia, pubblicato nel 1716 ad Ausburg.

### Principi di Porcia (1662)
- 1662-1665 Johann Ferdinand von Porcia, I principe di Porcia
- 1665-1667 Johann Karl von Porcia, II principe di Porcia
- 1667-1698 Johann Franz von Porcia, III principe di Porcia
- 1698-1709 Hyeronimus Askanius von Porcia, IV principe di Porcia
- 1709-1737 Hannibal Alphons von Porcia, V principe di Porcia
- 1737-1750 Anton Eusebius von Porcia, VI principe di Porcia
- 1737-1776 Alphons Gabriel von Porcia, VII principe di Porcia, fratello del precedente
- 1776-1785 Joseph Johann von Porcia, VIII principe di Porcia, cugino del precedente
- 1785-1827 Franz Seraph von Porcia, IX principe di Porcia
- 1827-1835 Alphons Gabriel von Porcia, X principe di Porcia, cugino del precedente
- 1835-1876 Alphons Seraph von Porcia, XI principe di Porcia
- 1876-1878 Leopold Prosdocimus von Porcia, XII principe di Porcia, cugino del precedente
- 1878-1896 Ferdinand von Porcia, XIII principe di Porcia
- 1838-1902 Luigi Alfonso “Lajos”, XIV principe di Porcia
- 1869-1960 Eleuterio “Aladar”, XV principe di Porcia
- 1905-1980 Antonio Hermes, XVI principe di Porcia
- 1911-1994 Guecello Pirro Giovan Battista, XVII principe di Porcia
- 1944-2013 Gherardo Artico, XVIII principe di Porcia
- 1971-vivente Guecello Uguccione, XIX principe di Porcia.[56][57][2]

### Altri personaggi illustri
Dei di Porcia vanno inoltre ricordati:
- Adeleita da Porcia, moglie di Valfredo di Collalto (...-1120).
- Federico (1160 - 1230), il capostipite che prese il titolo di "conte di Porcia e Brugnera".
- Guido I di Porcia, giudice nel 1253 a Verona presso Ezzelino da Romano.
- Federico detto “Brazzaleo” (...- 1348), che sposa Margherita, figlia di Guido della Torre, Capitano del Popolo e Signore di Milano. Fu capitano cesareo di Pordenone (1331).
- Silvio, colonnello distintosi nella Battaglia di Lepanto.
- Leopoldo, imperial-regio colonnello austro ungarico in forza a Mantova, residente in Bozzolo; ebbe un figlio di nome Carlo, nato nel 1838, che nel 1859/60 si iscrisse alla facoltà Politico Legale dell'Università di Padova.
- Beatrice, moglie di Guecello Da Camino.
- Bianchino, nel 1333 capitano cesareo di Pordenone.
- Guecellone, podestà di Portogruaro (1335) e del libero comune di Trieste (1338).
- Bianchino, dal 1347 al 1350 capitano cesareo di Pordenone.
- Guecellone, podestà di Portogruaro nel 1348 e nel 1351.
- Bacchino, podestà di Pordenone (1367).
- Amabilia/Mabilia, che sposa nel 1348 Gerardo Rangoni, signore di Castelvetro.
- Aica, badessa del monastero delle suore benedettine di Santa Maria di Aquileia.
- Bonifacio, protonotario apostolico, ciambellano di Giulio II e governatore di Benevento.
- Girolamo (†1526), vescovo di Torcello.
- Girolamo il Vecchio (1531-1606), nunzio apostolico in Francia e Germania.
- Giovanni Sforza, figlio del conte Ermes, ambasciatore imperiale a Venezia, Firenze, Roma e in Spagna alla corte di Filippo III; dal 1610 al 1624 capitano di Gorizia, nominato gran falconiere ereditario della contea e cavaliere di San Giorgio.
- Girolamo il Giovane (1559 – 1612), vescovo di Andria e nunzio apostolici in Germania.
- Giovanni Ferdinando, che ottenne incarichi politici in Austria e che fu nominato 1º principe del Sacro Romano Impero nel 1662 (†1665)[58][59][60].
- Leandro (1673-1740), cardinale, che venne proposto per il papato.
- Teresa Alessia (†1805), dama della corte imperiale di Vienna.

### Militari
- Tiberio (1509), servì la Serenissima Repubblica di Venezia e difese Conegliano dall'esercito imperiale.[61]
- Ermes (fine XVI sec.), generale e ciambellano dell'imperatore Ferdinando II.
- Venceslao (†1637), comandante di fanteria della Serenissima Repubblica di Venezia.
- Carlo (†1672), generale imperiale nella guerra di Sicilia.
- Rambaldo (†1682), servì come colonnello di fanteria Filippo IV di Spagna nella guerra contro il Portogallo.
- Alfonso (1675).
- Antonio Massimiliano (†1678), generale imperiale, combatté contro il re di Svezia Gustavo II Adolfo.
- Carlo Antonio (†1722), generale imperiale dell'imperatore Carlo VI.
- Eugenio (1837).
- Antonio Emanuele (1815).
- Leopoldo (XIX secolo).
- Ferdinando (XIX secolo).

### Letterati
- Ludovico (†1413), del ramo di Sotto, capitano di Vicenza e pretore di Bologna; famosa è la sua Vita di Cesare, scritta in francese antico.[61]
- Jacopo (1462-1538), del ramo di Sopra, combatté ad Agnadello (1509), difese Serravalle e Cividale e spezzò l'assedio di Sacile; concorse alla riconquista di Pordenone; volle l'insegnamento nella scuola pubblica di Porcia e a tal fine chiamò l'umanista Bartolomeo Uranio; fu uno scrittore prolifico e scrisse diversi trattati: De Re Militari; De generosa liberorum educatione; De bello germanico Venetorum cum Maximiliano; De reipublicae Venetae administratione; De venationibus, aucupationibus et piscationibus; vari altri opuscoli e scritti inediti.
- Antonio, vice-abate dell'Abbazia di Fanna, autore di una famosa cronaca cinquecentesca.
- Gerolamo (1540 circa-1601), del ramo di Sotto, nel 1585 priore della chiesa di san Michele Arcangelo in Porcia e dell'annesso hospitale dell'ex-Ordine templare, vescovo di Torcello e nunzio pontificio in Francia e Germania, autore della Descrizione della Patria del Friuli con l'utile che se ne ricava il Serenissimo Principe e le spese che fa (1567), stampata a Udine nel 1897.
- Giovanni Andrea, scrittore di sonetti barocchi, al quale P. Antonio Tadeo, terziario di S. Francesco e prefetto del Seminario di Gradisca, dedicò la sua Galleria panegirica al conte Gio. Andrea di Porcia[62].
- Gaspare (†1637), poeta e giurista.
- Giovanni Carlo (†1667).
- Giovanni Artico (1678-1743), notevole letterato, scrisse due importanti tragedie, Medea e Sejano, e tenne una fitta corrispondenza con Scipione Maffei e con Apostolo Zeno.
- Enea Saverio (1739-1813), del ramo di Sotto, notevole letterato, scrisse: Sopra tre sigilli appartenenti a tre diversi personaggi delli antichi conti di Porcia e Brugnera; I primi da Prata e Porcia; Il merlotto spennacchiato, ossia la storia piacevole del Conte Enea P. friulano.
- Francesco Serafino (1753-1827), IX principe, scrisse numerosi opuscoli, tra cui Deo Optimo Maximo e Meditazioni sulle grandezze di Dio e le miserie dell'uomo (scritte in tedesco e tradotte in italiano).
- Alfonso Gabriele (1761-1835), del ramo di Sotto, fu il X principe, famose le sue Allucuzioni (stampate dall'Accademia delle Belle Arti di Venezia nel 1818) e una autorevole ricostruzione dell'albero genealogico della famiglia (stampato a Pordenone nel 1892).

## Possedimenti della famiglia
Le proprietà dei Porcia si trovavano nelle seguenti città e località: Afriz, Flaschberg, Goldenstein, Grünburg, Hermagor, Horneckh, Hornegg, Karlstadt, Klagenfurt, Laibach, Landshut, Lauterbach, Mattighofen, Mauthen, Meillenhofen, Mitterburg, Möderndorf, Möllbrücke, Monaco di Baviera, Niederlauterbach, Oberdrauburg, Oberlauterbach, Ortenburg, Pittersberg am Gailberg,Porcia, Prem, Senosetsch, Spittal Tettensee, Vienna e Winklern.
I possedimenti:
- Il castello di Porcia, sede della famiglia dal XII secolo;
- Il castello di Spittal. Acquisito negli anni 1667-68;
- Il castello di Ragogna. Acquistato nel 1503 con il feudo, venne restaurato con lo scopo di trasformarlo in residenza. Rovinato dal terremoto del 1511 e dall'incendio del 1560, rimase comunque possesso della famiglia;

- Il palazzo di Pordenone. Il palazzo cinquecentesco, originariamente fatto costruire dai nobili patrizi veneziani Dolfin, divenne in seguito proprietà dei Spelladi, che nel 1852 ospitarono per cinque giorni Francesco Giuseppe I imperatore d'Austria;

- Il castello di Lauterbach;

- Il palazzo di Monaco Fu un dono di nozze a Maria Josepha Topor-Morawitzka, moglie del VI° Giovanni Antonio di Porcia;

- La fortezza di Karlstadt Costruita nel 1378, fu venduta nel 1704 al V° principe di Porcia, Annibale Alfonso;

- Il castello di Primano. Maniero già appartenuto ai patriarchi di Aquileia e agli Asburgo, giunse ai Porcia come dote nuziale tramite una baronessa von Raunach nel 1894, la quale andò sposa al XIII° principe di Porcia, Ferdinando;

- La contea di Pisino (Mitterburg). Con diploma imperiale del 3 agosto 1660, la contea venne assegnata al conte Giovanni Ferdinando di Porcia (futuro I° principe).

- Il palazzo di Vienna. Venne costruito verso il 1666 nella Herrengasse;

- Il palazzo di Milano, in Corso Venezia. Attualmente sede dell'ACI.

## Palazzi e castelli

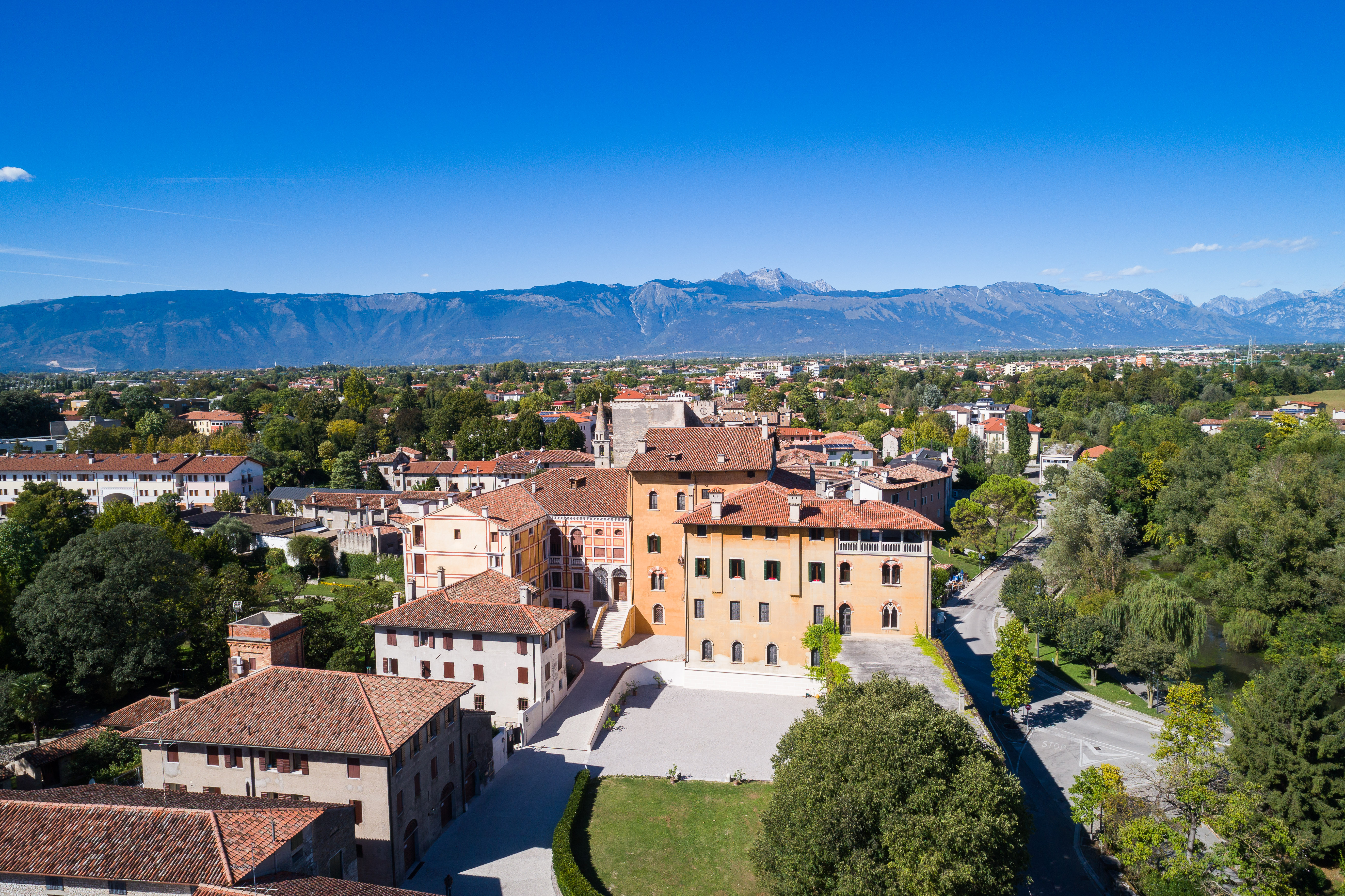
Il Castello di Porcia veduta a volo d'angelo a Porcia
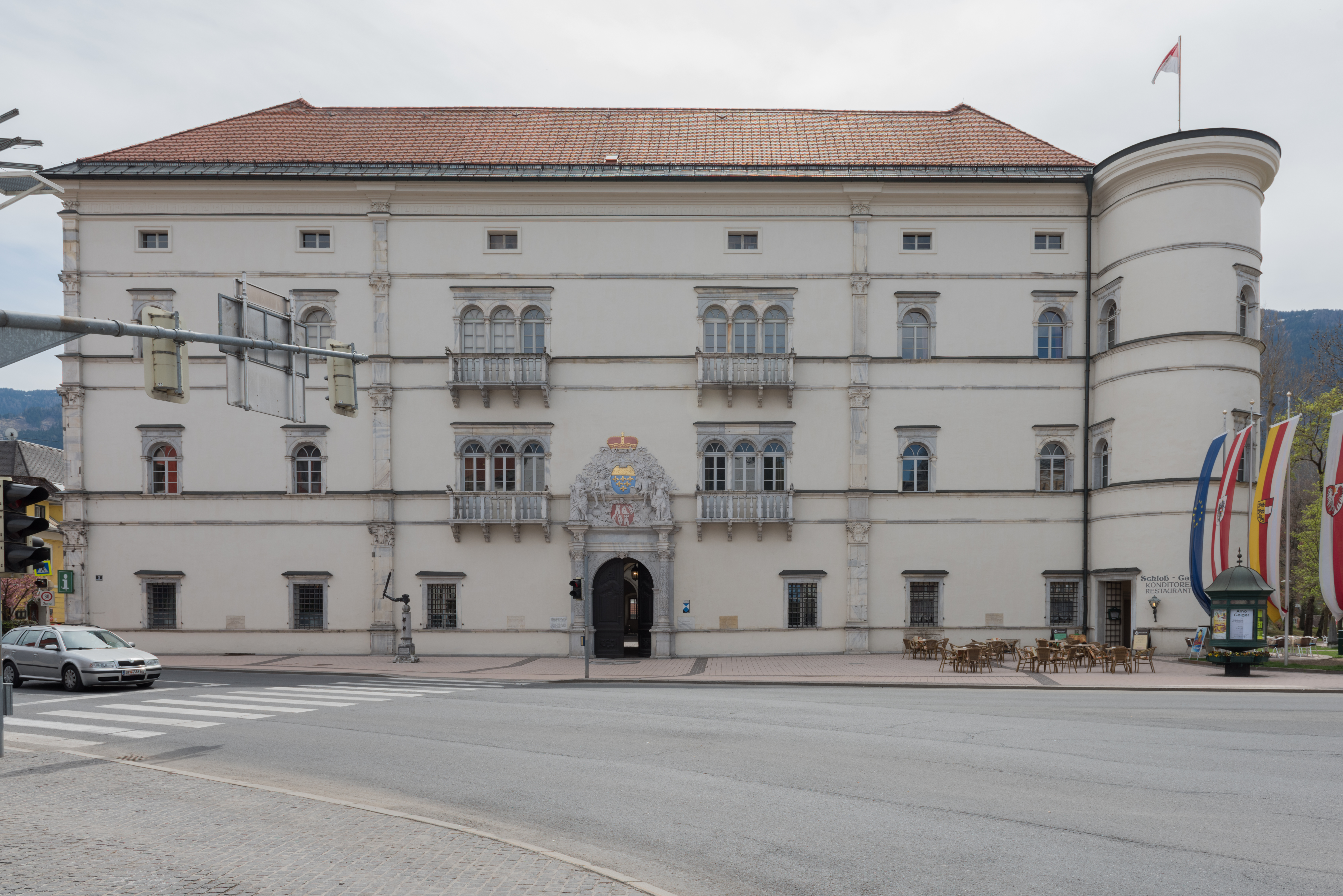
Il Castello dei Porcia a Spittal
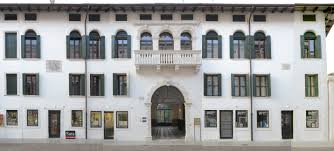
Il Palazzo Porcia, già Dolfin, a Pordenone
Il Castello di Lauterbach
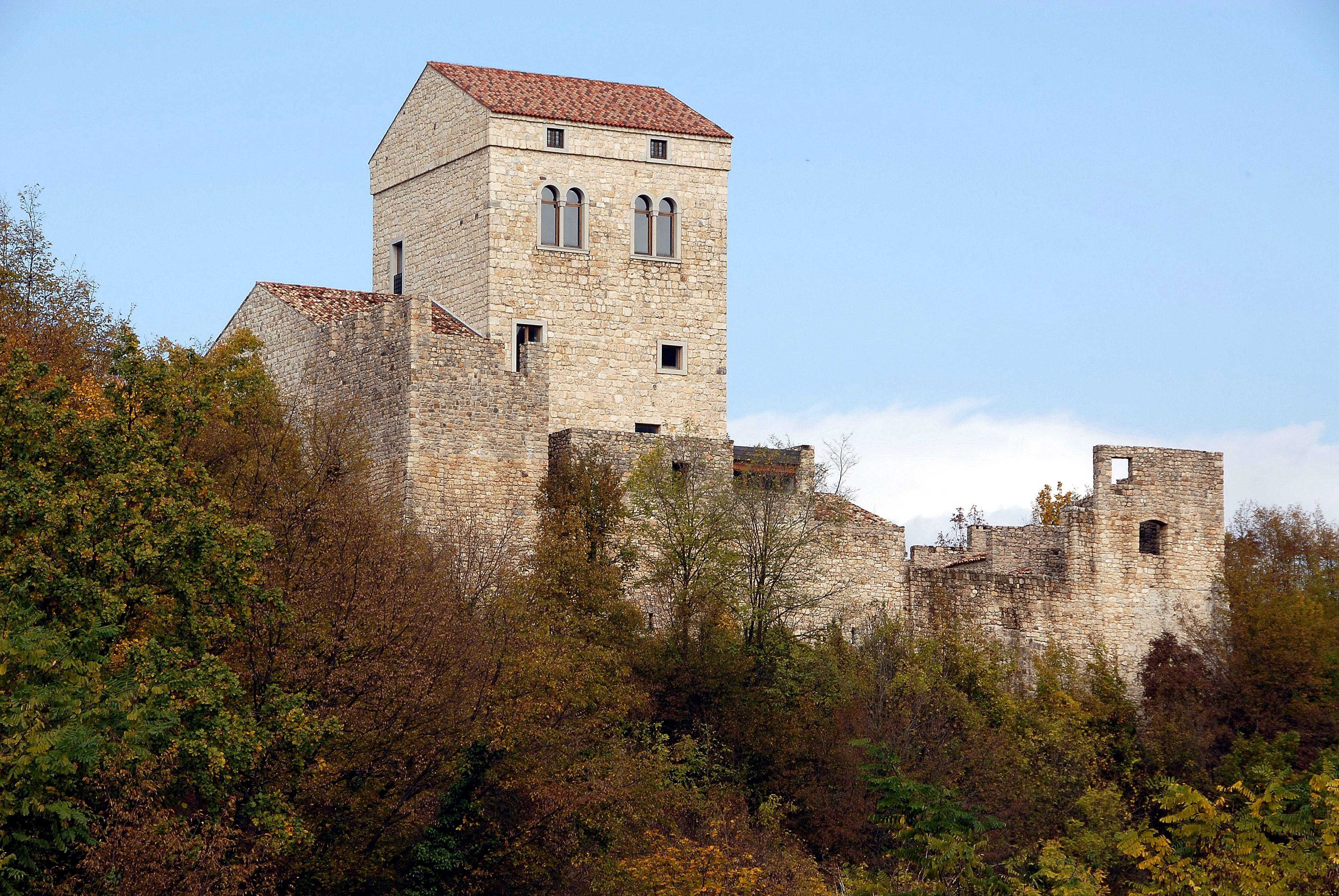
Il Castello di Ragogna